# Campionati del mondo di atletica leggera indoor 2018 - 60 metri ostacoli maschili
La gara si è svolta il 3 e il 4 marzo. Si sono qualificati alla gara 38 atleti, a ne sono partiti in 37.

## Risultati

### Batterie
Si qualificano alla finale i primi 4 di ogni batteria più i migliori 4 tempi.
| Pos. | Batt. | Corsia | Nome                    | Nazione                 | Tempo | Note  |
| ---- | ----- | ------ | ----------------------- | ----------------------- | ----- | ----- |
| 1    | 4     | 8      | Andrew Pozzi            | Gran Bretagna           | 7.53  | Q, SB |
| 2    | 2     | 6      | Jarret Eaton            | Stati Uniti             | 7.56  | Q     |
| 3    | 1     | 1      | Milan Trajkovic         | Cipro                   | 7.56  | Q     |
| 4    | 2     | 8      | Roger Iribarne          | Cuba                    | 7.59  | Q, PB |
| 5    | 4     | 4      | Aries Merritt           | Stati Uniti             | 7.61  | Q     |
| 6    | 1     | 6      | Aurel Manga             | Francia                 | 7.62  | Q     |
| 7    | 5     | 2      | Pascal Martinot-Lagarde | Francia                 | 7.62  | Q     |
| 8    | 3     | 7      | Ahmad Al-Molad          | Arabia Saudita          | 7.63  | Q     |
| 9    | 3     | 3      | Ronald Levy             | Giamaica                | 7.65  | Q     |
| 10   | 2     | 2      | Balázs Baji             | Ungheria                | 7.66  | Q     |
| 11   | 4     | 3      | Konstadinos Douvalidis  | Grecia                  | 7.66  | Q, SB |
| 12   | 4     | 6      | Erik Balnuweit          | Germania                | 7.67  | Q     |
| 13   | 3     | 1      | Yidiel Contreras        | Spagna                  | 7.68  | Q, SB |
| 14   | 5     | 5      | Petr Svoboda            | Rep. Ceca               | 7.68  | Q     |
| 15   | 1     | 7      | Koen Smet               | Paesi Bassi             | 7.69  | Q     |
| 16   | 1     | 4      | David King              | Gran Bretagna           | 7.69  | Q     |
| 17   | 5     | 7      | Johnathan Cabral        | Canada                  | 7.70  | Q     |
| 18   | 4     | 7      | Xie Wenjun              | Cina                    | 7.71  | q, SB |
| 19   | 2     | 7      | Vitali Parokhonka       | Bielorussia             | 7.71  | Q     |
| 20   | 3     | 5      | Gabriel Constantino     | Brasile                 | 7.72  | Q     |
| 21   | 2     | 4      | Damian Czykier          | Polonia                 | 7.75  | q     |
| 22   | 1     | 2      | Nicholas Hough          | Australia               | 7.76  | q, SB |
| 23   | 4     | 5      | Abdulaziz Al Mandeel    | Kuwait                  | 7.77  | q     |
| 24   | 5     | 3      | Eddie Lovett            | Isole Vergini Americane | 7.78  | Q     |
| 25   | 5     | 6      | Hassane Fofana          | Italia                  | 7.81  |       |
| 26   | 1     | 5      | Vladimir Vukicevic      | Norvegia                | 7.81  |       |
| 27   | 3     | 2      | Paolo Dal Molin         | Italia                  | 7.81  |       |
| 28   | 2     | 3      | Mikel Thomas            | Trinidad e Tobago       | 7.84  | SB    |
| 29   | 2     | 5      | Ben Reynolds            | Irlanda                 | 7.89  |       |
| 30   | 5     | 4      | Jason Joseph            | Svizzera                | 7.89  |       |
| 31   | 3     | 8      | Siddhanth Thingalaya    | India                   | 7.93  |       |
| 32   | 5     | 1      | Genta Masuno            | Giappone                | 7.97  | PB    |
| 33   | 3     | 4      | Rio Maholtra            | Indonesia               | 7.98  | NR    |
| 34   | 3     | 6      | Javier McFarlane        | Perù                    | 8.00  | PB    |
| 35   | 4     | 2      | Cheung Wang Fung        | Hong Kong               | 8.06  |       |
| 36   | 1     | 3      | Dawid Żebrowski         | Polonia                 | 8.32  |       |
| 37   | 5     | 8      | Namataiki Tevenino      | Polinesia francese      | 8.98  | SB    |
| -    | 1     | 8      | Mohammed Sad Al-Khfaji  | Iraq                    | DNS   |       |

### Semifinali
Si qualificano alla finale i primi 2 di ogni semifinale, con il ripescaggio dei 2 migliori tempi.
| Pos. | Batteria | Corsia | Nome                    | Nazionalità             | Tempo | Note  |
| ---- | -------- | ------ | ----------------------- | ----------------------- | ----- | ----- |
| 1    | 2        | 4      | Andrew Pozzi            | Gran Bretagna           | 7.46  | Q, SB |
| 2    | 3        | 5      | Milan Trajkovic         | Cipro                   | 7.51  | Q, NR |
| 3    | 3        | 4      | Pascal Martinot-Lagarde | Francia                 | 7.52  | Q, SB |
| 4    | 1        | 3      | Aurel Manga             | Francia                 | 7.55  | Q     |
| 5    | 2        | 3      | Roger Iribarne          | Cuba                    | 7.58  | Q, PB |
| 6    | 1        | 4      | Jarret Eaton            | Stati Uniti             | 7.58  | Q     |
| 7    | 2        | 6      | Aries Merritt           | Stati Uniti             | 7.60  | q     |
| 8    | 2        | 1      | Gabriel Constantino     | Brasile                 | 7.61  | q     |
| 9    | 3        | 6      | Ronald Levy             | Giamaica                | 7.62  |       |
| 10   | 1        | 5      | Balázs Baji             | Ungheria                | 7.64  |       |
| 11   | 3        | 3      | Petr Svoboda            | Rep. Ceca               | 7.64  |       |
| 12   | 1        | 6      | Ahmad Al-Molad          | Arabia Saudita          | 7.66  |       |
| 13   | 2        | 8      | Yidiel Contreras        | Spagna                  | 7.68  | SB    |
| 14   | 2        | 5      | Konstadinos Douvalidis  | Grecia                  | 7.68  |       |
| 15   | 2        | 2      | Abdulaziz Al Mandeel    | Kuwait                  | 7.69  | SB    |
| 16   | 1        | 8      | Koen Smet               | Paesi Bassi             | 7.69  |       |
| 17   | 3        | 8      | Erik Balnuweit          | Germania                | 7.70  |       |
| 18   | 1        | 7      | David King              | Gran Bretagna           | 7.70  |       |
| 19   | 3        | 7      | Johnathan Cabral        | Canada                  | 7.71  |       |
| 20   | 3        | 2      | Xie Wenjun              | Cina                    | 7.76  |       |
| 21   | 3        | 1      | Damian Czykier          | Polonia                 | 7.78  |       |
| 22   | 1        | 2      | Nicholas Hough          | Australia               | 7.79  |       |
| 23   | 1        | 1      | Eddie Lovett            | Isole Vergini Americane | 7.90  |       |
| 24   | 2        | 7      | Vitali Parokhonka       | Bielorussia             | 8.00  |       |

### Finale
La finale si è tenuta il 4 marzo alle 17:00.
| Class | Corsia | Nome                    | Nazionalità   | Tempo | Note       |
| ----- | ------ | ----------------------- | ------------- | ----- | ---------- |
| 1     | 4      | Andrew Pozzi            | Gran Bretagna | 7.46  | SB         |
| 2     | 7      | Jarret Eaton            | Stati Uniti   | 7.47  |            |
| 3     | 5      | Aurel Manga             | Francia       | 7.54  |            |
| 4     | 1      | Aries Merritt           | Stati Uniti   | 7.56  |            |
| 5     | 3      | Pascal Martinot-Lagarde | Francia       | 7.68  |            |
| 6     | 2      | Gabriel Constantino     | Brasile       | 7.71  |            |
| 7     | 8      | Roger Iribarne          | Cuba          | 7.78  |            |
| -     | 6      | Milan Trajkovic         | Cipro         | DQ    | Reg. 162.8 |

## Legenda
| Q   | Qualificato per posizione   |
| q   | Qualificato per ripescaggio |
| DQ  | Squalificato                |
| DNF | Ritirato                    |
| DNS | Non Partito                 |
| WR  | Record del Mondo            |
| CR  | Record Dei Campionati       |
| AIR | Record di Area Indoor       |
| NR  | Record Nazionale            |
| PB  | Record Personale            |
| SB  | Record Stagionale           |